# Райна, Пио
Пио Райна (8 июля 1847, Сондрио — 25 ноября 1930, Флоренция) — итальянский историк литературы, филолог, научный писатель и педагог.

## Биография

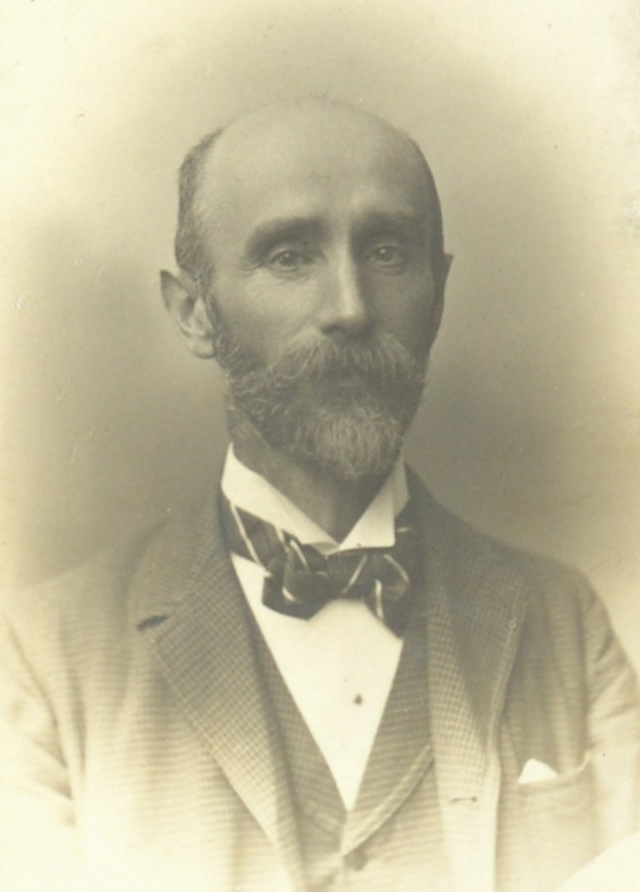
Пио Райна

В 1864—1868 годах получал историческое образование в Пизе, в 1868—1872 годах преподавал древнегреческий и латинский языки в школах Милана и Модены. С 1874 по 1882 год был профессором романской литературы в Научно-литературной академии Милана, с 1882 по 1922 год — профессором романской филологии и литературы в Университете Флоренции. Состоял членом академий Линчеи и Круска, а также Итальянского дантевского общества. Занимался исследованием творчества Данте, написал ряд ценных статей об итальянском эпосе в «Propugnatore» и других журналах, сотрудничал с ведущими литературоведческими журналами своего времени. В 1922 году был назначен сенатором. Имел ряд государственных наград. Членкор Американской академии медиевистики (1926).
Отдельно вышли следующие работы его авторства: «Ricerche intorno ai Reali di Francia etc.» (Болон., 1872), «Le fonti dell’Orlando Furioso» (Флоренция, 1876), «Le origini dell’epopea francese» (Флоренция, 1884), «I Testi Critici» (1907) и так далее.